# Gagea kunawurensis
Gagea kunawurensis är en liljeväxtart som först beskrevs av John Forbes Royle, och fick sitt nu gällande namn av Werner Rodolfo Greuter. Gagea kunawurensis ingår i Vårlökssläktet och i familjen liljeväxter. Inga underarter finns listade.